# José Pedro Guzmán Recabarren
José Pedro Guzmán Recabarren (Santiago de Chile, 19 de marzo de 1805 - íd., 23 de octubre de 1863) fue un político chileno. 
Hijo de don José Antonio Guzmán Palacios y doña Petronila Recabarren y Gayón de Celis. Contrajo matrimonio con Luisa Ovalle Bezanilla, hermana del presidente de la República, José Tomás Ovalle Bezanilla. Era propietario de la hacienda de Lo Curro.
Titulado de Leyes en el Instituto Nacional, en 1835. Militante del Liberal, no fue impedimento para colaborar con el gobierno conservador de Manuel Bulnes en 1841, como secretario del Ministerio de Justicia, Culto e Instrucción Pública.
Ejerció su profesión en la capital hasta 1846, fecha en que ingresa al Congreso como diputado por Santiago. En 1849 fue elegido representante de Osorno, pero regresó a ser Diputado por Santiago en 1852. Reelegido en 1855, a la elección siguiente, 1858, salió electo por Linares. En 1861 nuevamente fue Diputado por la capital.